# William S. Baring-Gould
William Stuart Baring-Gould (* 1913; † 10. August 1967 in Mount Kisco, Westchester County, New York) war ein bedeutender „Sherlockianer“ als Herausgeber und Kommentator der Sherlock-Holmes-Geschichten von Sir Arthur Conan Doyle.
Er verfasste unter anderem eine fiktive Biographie von Sherlock Holmes (Sherlock Holmes of Baker Street, 1962), beschäftigte sich intensiv mit dem von Ronald Knox (1888–1957) aufgebrachten Problem der Reihenfolge und Chronologie der Sherlock-Holmes-Geschichten (The Chronological Holmes, 1955) und lieferte mit der zweibändigen Ausgabe The Annotated Sherlock Holmes (1967) ein Standardwerk der nichtakademischen Holmes-Forschung.
In seiner fiktiven Biographie von Nero Wolfe (Nero Wolfe 35th Street West, New York City 1969 posthum) entwickelt er die Theorie, dass Nero Wolfe der Sohn von Sherlock Holmes und Irene Adler ist.
Er war seit 1936 mit Lucile Marguerite „Ceil“ Moody (1914–2010) verheiratet, mit der er 1962 The Annotated Mother Goose veröffentlichte.